# Gordon McQueen
Pour les articles homonymes, voir McQueen.
Gordon McQueen, né le 26 juin 1952 à Kilwinning (Écosse) et mort le 15 juin 2023, est un footballeur écossais évoluant au poste de défenseur de 1970 à 1985. Il a notamment évolué à Leeds United ainsi que Manchester United. 
McQueen a marqué cinq buts lors de ses trente sélections avec l'équipe d'Écosse entre 1974 et 1981. Il fait partie du Scottish Football Hall of Fame, depuis 2012, lors de la neuvième session d'intronisation.

## Carrière

### En sélection
- 30 sélections et 5 buts avec l'équipe d'Écosse entre 1974 et 1981.

## Palmarès
| Leeds United - Championnat d'Angleterre (1) : - Champion : 1974 - Coupe des clubs champions européens : - Finaliste : 1975 - Coupe d'Europe des vainqueurs de coupe : - Finaliste : 1973 | Manchester United - Coupe d'Angleterre (2) : - Champion : 1983 et 1985 |